# سام بوث
سام بوث (بالإنجليزية: Sam Booth)‏ (20 أبريل 1926 في المملكة المتحدة - 25 سبتمبر 1968 في المملكة المتحدة) هو مدرب كرة قدم ولاعب كرة قدم بريطاني (وحمل سابقاً جنسية المملكة المتحدة لبريطانيا العظمى وأيرلندا) في مركز نصف الجناح. لعب مع برادفورد سيتي وديري سيتي ونادي إكزتر سيتي وBideford A.F.C. ‏.

## وصلات خارجية
- سام بوث على موقع قاعدة بيانات كرة القدم.إي يو (الإنجليزية)